# Плябонівці (Берестовицький район)
Плябонівці (біл. Плябанаўцы) — селище в складі Берестовицького району Гродненської області, Білорусь. Село підпорядковане Канюхівській сільській раді, розташоване у західній частині області.